# Kuregembrug
De Kuregembrug (Frans: Pont de Cureghem) is een betonnen liggerbrug over het Kanaal Charleroi-Brussel in de Brusselse gemeente Anderlecht. De brug is genoemd naar de Anderlechtse wijk Kuregem.
De 50,11 m brede brug werd gebouwd in 1942 en heeft een overspanning van 20 m over het kanaal. Waar de N6, die Brussel via Bergen met Maubeuge in Frankrijk verbindt, het kanaal overschrijdt, komen in totaal vijf straten samen op een groot plein (Square Emile Vandervelde), dat boven op het kanaal werd gebouwd, vandaar de enorme breedte van de brug.
De Kuregembrug heeft een doorvaarthoogte van 4,7 m.